# Chang (película de 1927)
Chang: A Drama of the Wilderness, también conocido simplemente como Chang (en tailandés: ช้าง, " elefante ") es una película documental muda estadounidense de 1927 sobre un pobre granjero en el norte de la provincia de Nan (norte de Tailandia ) y su lucha diaria por la supervivencia en la selva. La película fue dirigida por Merian C. Cooper y Ernest B. Schoedsack. Fue lanzado por Famous Players–Lasky, una división de Paramount Pictures .

## Trama
Kru, el granjero representado en la película, lucha contra leopardos, tigres e incluso una manada de elefantes, todos los cuales representan una amenaza constante para su sustento. Como cineastas, Cooper y Schoedsack intentaron capturar la vida real con sus cámaras, aunque a menudo reescenificaron eventos que no habían sido capturados adecuadamente en película. El peligro era real para todas las personas y animales involucrados. Tigres, leopardos y osos son masacrados ante la cámara, mientras que el clímax de la película muestra la casa de Kru siendo demolida por un elefante en estampida.

## Publicaciones

### Medios domésticos
Chang fue lanzado por primera vez en DVD por Image Entertainment el 21 de noviembre de 2000. Milestone Video lanzaría la película en VHS y DVD el 8 de enero de 2002  y el 29 de octubre de 2013, respectivamente.

## Recepción
Chang fue una de las "películas más importantes de 1928".
Según el agregador de Internet Rotten Tomatoes, el 94% de las 18 críticas existentes eran positivas con una media de 7,5 sobre 10.
El autor y crítico de cine Leonard Maltin otorgó a la película una calificación de tres estrellas y media de un total de cuatro estrellas y calificó la película como "[un] fascinante documental de carácter etnográfico".El New York Times elogió la película y la calificó de "vívida y emocionante" en su sección de crítica cinematográfica denominada Mordaunt Hall.

### Premios
Chang fue nominada al Premio de la Academia a la Producción Artística y Única en la primera edición de Premios de la Academia entregados en 1929, siendo ésta la única edición en la que se entregó ese premio.